# SPOTV

SPOTVのロゴ

SPOTV（スポティービー）は、韓国の有料テレビネットワークであり、スポーツ番組といくつかのスポーツ関連のトークショーを特集して放送している。

## 沿革
2010年に設立されたこのネットワークは、KBS N Sports、SBS Sports、MBC Sports +など韓国の地上波テレビ局が運営する他のスポーツチャンネルとは異なり、4番目の有料放送を行なっている（後者の2つは、以前はそれぞれ2000年代初頭と2010年代にESPNインターナショナルとの合弁事業の下で設立された）。
2012年にはSPOTV2とSPOTV+、2013年にはEスポーツ専門チャンネルSPOTV Gamesを開局している。2015年12月1日、The Daily Dotは、SPOTVがその前に主にeSportsトーナメントを放送した姉妹チャンネルSPOTV Gamesのために、OnGameNet（現：OGN）から『League of Legends Champions Korea』を放送する権利を取得している可能性があると発表した 。
SPOTV Gamesは2020年3月から芸能チャンネルSTATVにリブランドされ、アスリートとセレブリティに焦点を当てたチャンネルとなり、SPOTV+は2020年5月からゴルフとライフスタイル専門チャンネルであるゴルフ及び健康情報専門のSPOTVGolf＆Healthにリブランドされた。2017年からはSPOTVとSPOTV2では放送されないスポーツを放送するSPOTV ONと、DAZNやESPN+と同様のスポーツ専用ストリーミングサービスである「SPOTV NOW」のサービスを開始した。
2020年5月、アメリカのテレビネットワークESPNは、パンデミックの影響により米国でスポーツの生中継が行われなかったため、SPOTVが制作した映像を使用して韓国野球委員会の試合の放送を始めた。
2021年9月14日、エクラットエンターテイメントは、SPOTVを東南アジアの13ヵ国で開局すると発表、SPOTVはこれらの国々から撤退したFox Sports Asiaと、同チャンネルで放映されてきたスポーツイベントの放送権を引き継いだ。SPOTVは、Fox Sports Asiaが撤退した2021年のMotoGP世界選手権の放送権を引き継ぎ、残り試合を取材した。

## 韓国での放映権

### サッカー
- イングランド：プレミアリーグ（2025年まで）、FAカップ、EFLカップ、FAコミュニティシールド、2019プレミアリーグアジアトロフィー
- イタリア：セリエA
- スペイン：ラ・リーガ、スーパーコパデエスパーニャ
- UEFA：UEFAチャンピオンズリーグ、UEFAヨーロッパリーグ、UEFAヨーロッパカンファレンスリーグ、UEFAネーションズリーグ、UEFAスーパーカップ、UEFAヨーロッパ予選
- 日本：J1リーグ、スーパーカップ
- EAFF：EAFF E-1サッカー選手権（2017年から）
- その他
  - 2022FIFAワールドカップ予選[注釈 1]
  - インターナショナルチャンピオンズカップ
  - 2019年東南アジア競技大会のサッカー競技[注釈 2] [6]
  - コパ・アメリカ2021 [7]
  - AFCチャンピオンズリーグ[8]

### 野球
- KBOリーグ
- メジャーリーグ

### バスケットボール
- NBA
- NCAAディビジョンI男子バスケットボールトーナメント
- KBL
- WKBL

### テニス
- ATP
- WTA

### モータースポーツ
- MotoGP [9][10]
- Moto2
- Moto3
- MotoE
- スーパーバイク世界選手権[11][12]

### 総合格闘技
- アルティメットファイティングチャンピオンシップ
- Bellator MMA

### バレーボール
- CVL [注釈 3] [13]

### ゴルフ
- 日本ゴルフツアー機構
- レディースヨーロッパツアー
- ライダーカップ[14]

### ラグビー
- ワールドラグビーセブンズシリーズ[15]

## 東南アジアと香港での放映権
※ベトナムを除く

### サッカー
- Jリーグ[注釈 4]
- グローブサッカーアワード

### モータースポーツ
- MotoGP [10]
- Moto2
- Moto3
- MotoE
- スーパーバイク世界選手権[11][12]
- フォーミュラE [16]
- スーパーカーズ選手権
- エクストリームE [17]

### バドミントン
※マレーシアを除く
- BWFスーパーシリーズ
- トマス杯
- ユーバー杯
- スディルマンカップ
- BWFワールドツアーファイナル
- BWF世界選手権

### テニス
- ウィンブルドン[19][20]
- 全米オープン[19][20]
- ムバダラ世界テニス選手権

### 野球
- KBOリーグ[注釈 5] [5]

### バスケットボール
- KBL [5]

### バレーボール
- CVL
- 日本のVリーグ
- 韓国Vリーグ[5]

### 卓球
- ワールド卓球[20]

### ゴルフ
- 全英オープン[20]
- 全英シニアオープン
- 全英女子オープン
- ヨーロピアンツアー[21]
- アジアンツアー[21]
- マスターズ[16]

### ラグビー
- ワールドラグビーセブンズシリーズ[注釈 6] [15]

### フィギュアスケート
- ISUグランプリシリーズ

### スカッシュ
- カナリーワーフスカッシュクラシック

### 競馬
- サウジカップ